# Parã (moshav)
Parã (em hebraico:פארן) é uma pequena moshav no vale de Arabá ao sul de Israel. Localizada a cerca de 100 km do norte de Éilat, ela cai na jurisdição de Conselho Regional Central de Arava. Em 2005 ela possuia uma população de cerca de 85 famílias.

## História
Parã foi originalmente fundada como uma kibutz em 1971, por um grupo de jovens da Nahal e foi nomeada com o nome de um uádi vizinho, Nahal Parã. Em 1976 ela foi convertida em uma moshav.
O moshav é nomeado segundo a Bíblia (Gênesis 21:20–21): "E era Deus com o menino, que cresceu; e habitou no deserto, e foi flecheiro. E habitou no deserto de Parã; e sua mãe tomou-lhe mulher da terra do Egito."

## Economia
Cada uma das unidades de fazendas familiares cobrem cerca de 50 dunans (50000m²). Os principais cultivos são pimentas de alta qualidade e flores para exportação. Além disso, 14 famílias possuem um estábulo com 40 à 45 vacas leiteiras cada um. Entre as menores fazendas sucursais há uma produção de pomar de tâmaras e criação de perus. 
Algumas famílias ampliam sua renda com outras atividades tais como uma escola de montagem de cavalos, um berçário para vegetais e mudas de flores, indústrias caseiras de produção de artigos artesanais e passeios turísticos de jeep.

## Cultura
A moshav oferece a seus membros uma variedade de serviços comunitários incluindo jardim de infância, berçario, clube de membros, clube de jovens, piscina, garagem, acadêmia, jardins públicos exuberantes e uma biblioteca com vários títulos.

## Galeria de fotos

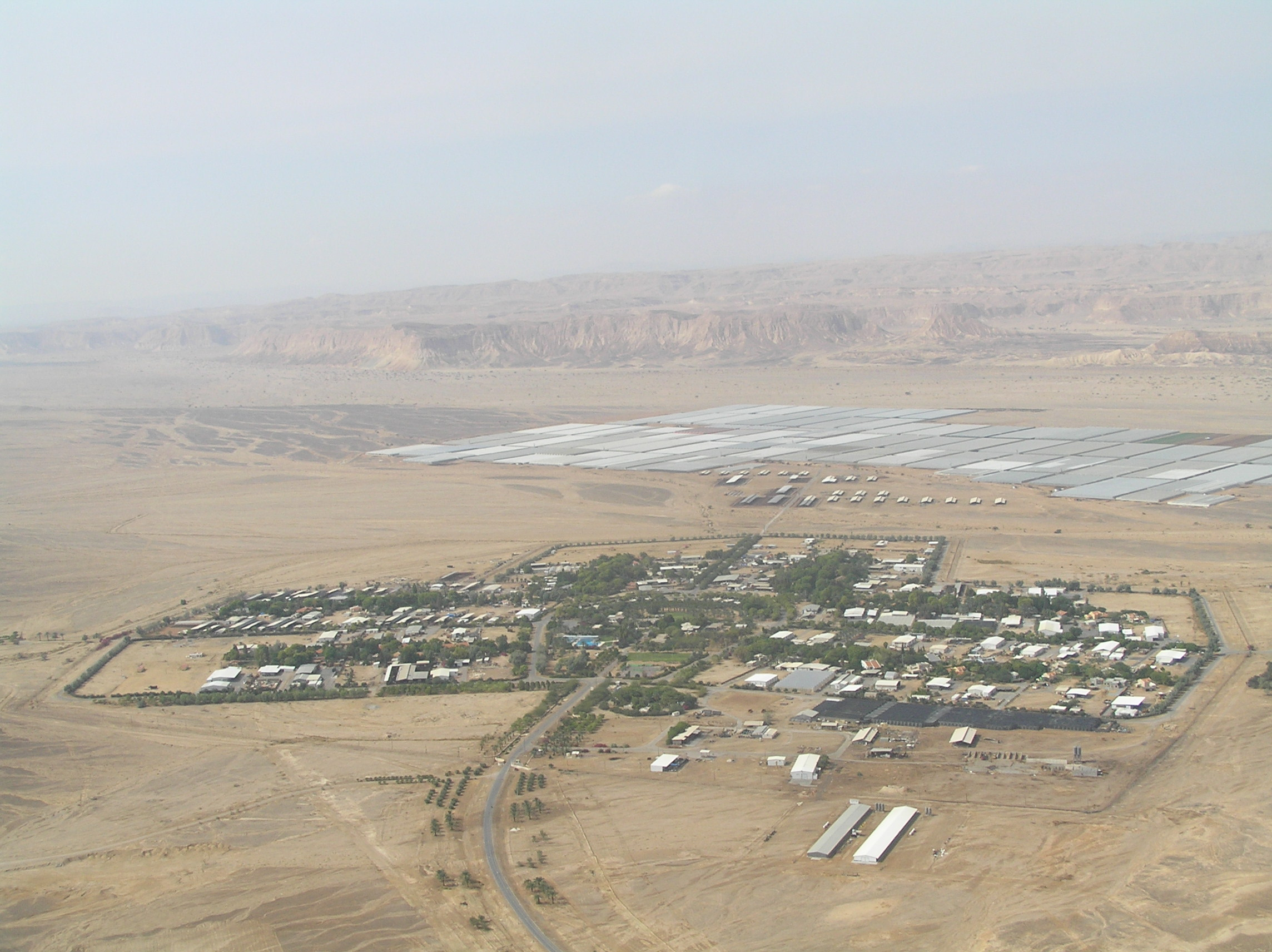
Moshav Parã, 2008.